# エヴァ・ロマノワ
エヴァ・ロマノワ（Eva Romanová、1946年1月27日 - ）は、チェコスロバキア・オロモウツ出身の女性フィギュアスケート選手。1962年、1963年、1964年、1965年世界フィギュアスケート選手権アイスダンスチャンピオン。パートナーは実兄でもあるパーヴェル・ロマン。

## 経歴
- 父の勧めで、兄とともにミラ・ノワコワに師事することになる。
- 1962年、1963年、1964年、1965年世界フィギュアスケート選手権で優勝。
- 1964年、1965年ヨーロッパフィギュアスケート選手権優勝。
- プロ転向後はホリデーオンアイスに参加。
- 現在は、夫とともにアメリカのテキサス州で暮らしている。

## 主な戦績
| 大会/年    | 1958-59 | 1959-60 | 1960-61 | 1961-62 | 1962-63 | 1963-64 | 1964-65 |
| ---------- | ------- | ------- | ------- | ------- | ------- | ------- | ------- |
| 世界選手権 |         |         |         | 1       | 1       | 1       | 1       |
| 欧州選手権 | 7       | 7       | 5       | 3       | 2       | 1       | 1       |

## 備考
- エヴァが活躍した当時、アイスダンス競技は冬季オリンピックの正式種目ではなかった。アイスダンスが正式種目となったのは1976年インスブルックからである。